# Рубен Яньєс
Рубен Яньєс (ісп. Rubén Yáñez, нар. 12 жовтня 1993, Бланес) — іспанський футболіст, воротар клубу «Малага». Грав за юнацьку збірну Іспанії.

## Клубна кар'єра
Народився 12 жовтня 1993 року в місті Бланес. Вихованець юнацьких команд футбольних клубів «Льорет» і «Жирона», а 2010 року перейшов до академії мадридського «Реала».
З 2012 року почав грати за третю команду «королівського клубу» «Реал Мадрид C», а наступного року захищав кольори другої команди «Реал Мадрид Кастілья». Протягом 2015–2017 років перебував у заявці головної команди «вершкових», проте за неї виходив на поле лише декілька разів у різних кубкових змаганнях.
2017 року уклав контракт з «Хетафе», утім відразу був відданий в оренду до «Кадіса», де також був резервним голкіпером.
Протягом 2019–2020 років перебував в оренді в «Уесці», де отримав практику в офіційних матчах, утім основним воротарем не був, після чого повернувся на позицію резервного голкіпера «Хетафе». 

## Виступи за збірну
2013 року провів одну гру у складі юнацької збірної Іспанії (U-20). Був запасним воротарем цієї команди на тогорічній молодіжній світовій першості.

## Титули і досягнення
- Чемпіон Іспанії (1):

«Реал Мадрид»: 2016-2017
- Переможець Ліги чемпіонів УЄФА (2):

«Реал Мадрид»: 2015-2016, 2016-2017
- Володар Суперкубка УЄФА (1):

«Реал Мадрид»: 2016